# Съгласие (1894 – 1896)
„Съгласие“ с подзаглавие Седмичен политически, търговски и литературен вестник е български вестник, излизал в София, България от 18 юни 1894 до 6 февруари 1896 година. Стопани и редактори на вестника са Димитър В. Македонски и Антон Франгя. Вестникът излиза седмично - в събота. Печата се в печатници „Б. Шимаков“ и „Напредък“.
| Годишнина | Броеве      | Дата                          |
| --------- | ----------- | ----------------------------- |
| I         | 1 – 50      | 18 юни 1894 – 18 май 1895     |
| II        | 1 (51) – 27 | 26 май 1895 – 6 февруари 1896 |

От 22 брой подзаглавието на вестника става Седмичен политически, икономически и литературен вестник, а стопанин остава само Димитър Македонски. От втората годишнина подзаглавието е Независим либерален орган.
Вестникът е неофициален орган на Прогресивно-либералната партия и стои на русофилски позиции. Подкрепя политиката на Върховния македонски комитет.